# Corpo Truppe Volontarie
El Corpo di Truppe Volontarie (Cuerpo de Tropas Voluntarias), también conocido por sus siglas, CTV, fue una fuerza italiana de combate del ejército de tierra, junto con la Regia Marina y la Regia Aeronautica constituyó la ayuda más importante que la Italia fascista aportó a los sublevados contra la Segunda República Española.

## Antecedentes
Desde al menos 1934 los monárquicos españoles habían decidido dar un golpe de Estado si las izquierdas recuperaban el poder. Con esta perspectiva, los dirigentes José Calvo Sotelo, Pedro Saínz Rodriguez y Antonio Goicoechea Cosculluela se desplazaron varias veces a Italia donde se entrevistan con altos dirigentes fascistas (al menos una vez con el propio Mussolini) para recabar ayuda financiera y sobre todo la adquisición de material bélico, incluidos varios aviones de combate.
Ante el relativo fracaso del golpe de Estado de julio de 1936 se abre la perspectiva de una guerra civil que se podía prever de larga duración. Consecuentemente sublevados y Gobierno buscan de inmediato apoyo internacional a sus respectivas causas. Alemania e Italia respondieron enseguida, para finales de julio ya estaban llegando a Marruecos aviones de transporte y bombardeo en ayuda del ejército sublevado. Por el contrario, el gobierno republicano no encontró el esperado eco en Francia y Reino Unido, que contrarios a involucrarse en conflictos con las potencias fascistas, propusieron la creación de un Comité de No Intervención que aislase el problema español. Dicho Comité fue suscrito por los 27 países europeos más importantes.
La actuación del Comité resultó una farsa; Alemania, Italia y Portugal continuaron con su decisivo apoyo al bando sublevado proporcionando material, asesores, recursos financieros y diplomáticos. Ante esta situación el Gobierno de la República sólo encontró respuesta en la Unión Soviética, dispuesta a vender material de guerra y proporcionar asesores. A finales de octubre comenzaron a llegar equipos y asesores a los puertos controlados por la República.
El apoyo de las dictaduras fascistas al bando sublevado generó una ola mundial de solidaridad con la República, la Internacional Comunista materializó este entusiasmo en la formación de las Brigadas Internacionales de voluntarios en ayuda de la república. A principios de noviembre el número de brigadistas estaba comprendido entre 12 000 y 15 000 efectivos. En respuesta, Mussolini decide implicarse aún más en el conflicto y decide enviar un fuerte ejército, unos 50 000 combatientes, equipados por el propio gobierno italiano: es el CTV.
El número y espacio territorial de los distritos militares controlados por los nacionalistas era muy limitado, contando además con que la Armada y la Fuerza Aérea (FARE) habían permanecido leales al Gobierno de la Gobierno republicano. En esta situación, el apoyo italiano fue fundamental, al enviar en esos momentos aviones de transporte que ayudaron a trasladar a parte del ejército sublevado desde Marruecos a la península (la mayor parte consiguió pasar después de que la República moviera toda la flota, dejando sólo dos destructores que fueron derrotados por el crucero pesado Canarias y el crucero ligero Almirante Cervera en la batalla del Cabo Espartel). Al mismo tiempo, a los puertos portugueses llegaban los suministros italianos, que eran transportados más tarde por tierra a España. La Regia Marina italiana también intervino cortando los suministros republicanos por el Mediterráneo.

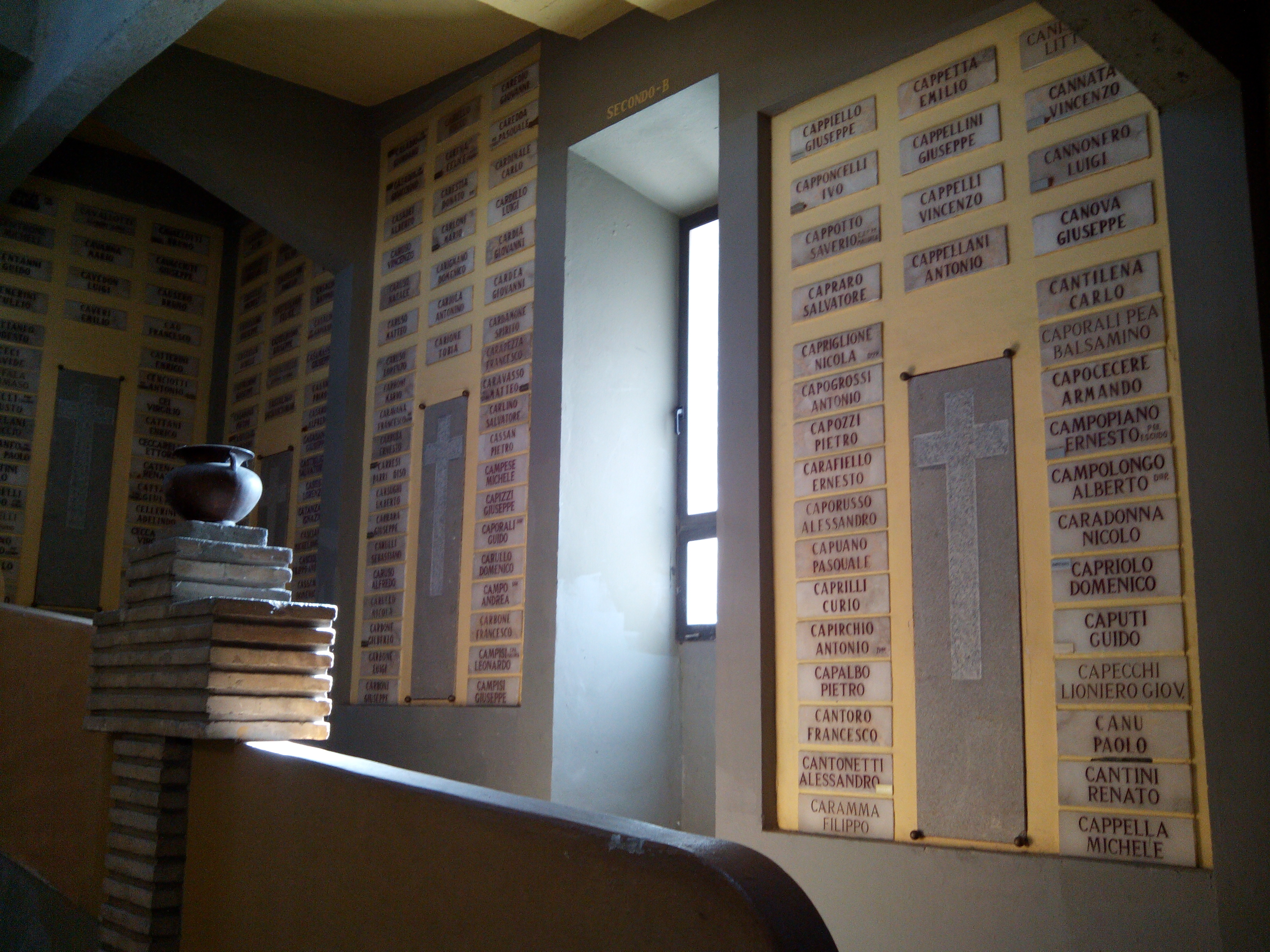
Sacrario Militare Italiano en la Iglesia de San Antonio de Padua (Zaragoza). En este cementerio reposan la mayoría de los caídos italianos en la guerra civil española.

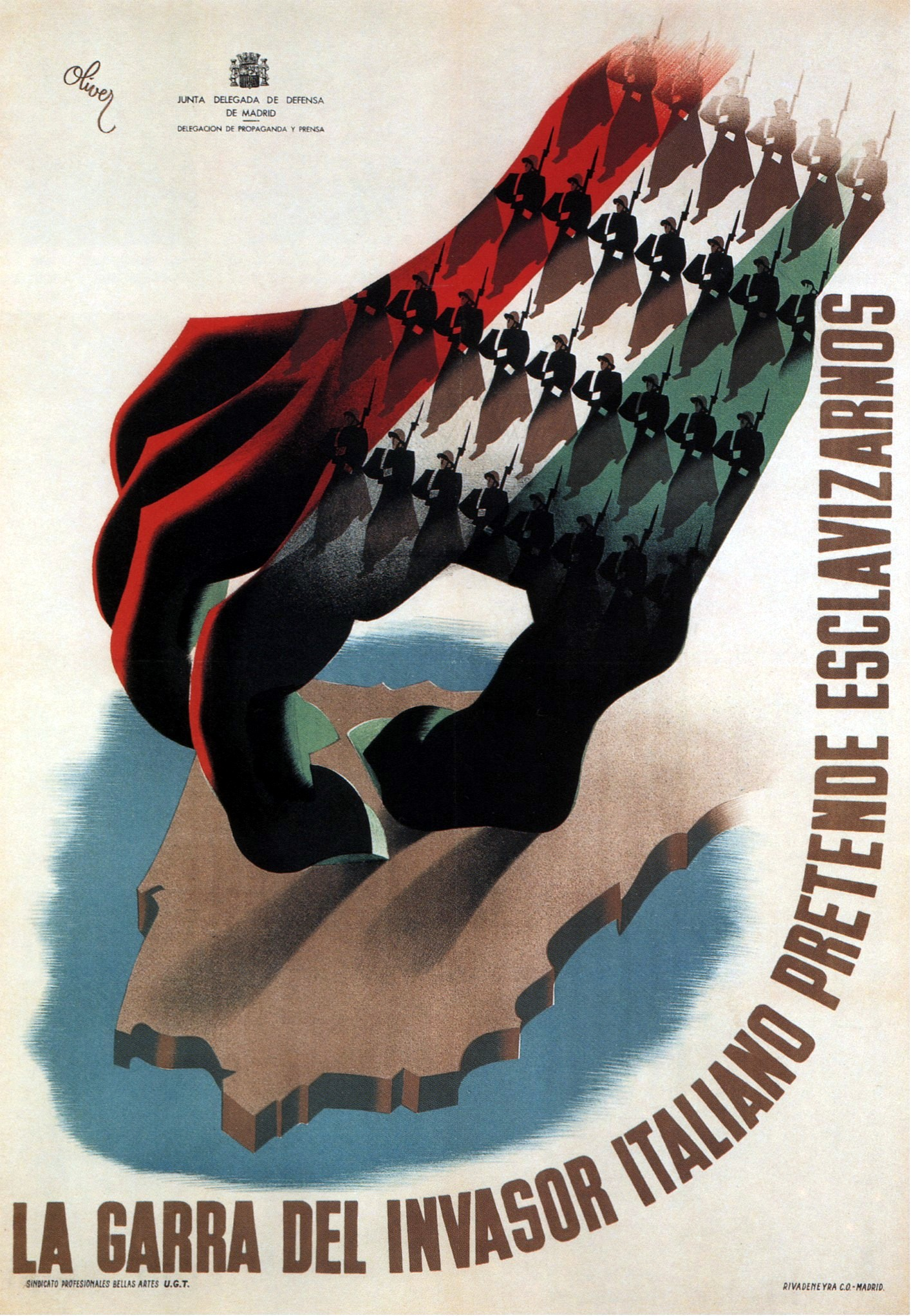
Cartel antifascista en contra de la presencia de tropas italianas en España.

## Características
En el CTV se enrolaron un total de 78 000 combatientes (más del doble que las Brigadas Internacionales), aunque simultáneamente nunca superaron los 50 000, alcanzados en la primavera de 1937. Experimentaron un relativamente elevado número de bajas: 3 300 muertos, 11 000 heridos y 800 prisioneros o desaparecidos.
La composición del CTV era variada:  El primer contingente de 9 000 combatientes desembarcado en Cádiz en octubre de 1936; se componía fundamentalmente de milicianos fascistas, muchos de ellos veteranos de la reciente invasión de Abisinia; los cerca de 40 000 efectivos incorporados en los primeros meses de 1937 procedían del ejército regular, reservistas o voluntarios, procedentes, en su mayoría del depauperado sur italiano, que encontraban en la aventura española una clara salida económica a su endémica penuria.
El CTV estaba equipado con mejor y mayor material militar que su homólogo español. Por el contrario la disciplina, entrenamiento y motivación de la tropa resultaban un tanto deficientes lo que se tradujo en varias repatriaciones de soldados descartados para el combate.
Al compararlo con el ensañamiento que caracterizó en numerosas ocasiones a las fuerzas sublevadas, sobre todo los legionarios y tropas regulares indígenas marroquíes, en el CTV destaca que, en general, mostraron un trato relativamente humanitario con adversarios y personal civil; el Mariscal Roatta llegó a decir en un informe a Roma que “sus soldados no odiaban al enemigo”. La excepción eran los brigadistas de origen italiano encuadrados en la XII Brigada Internacional (brigada Garibaldi), los cuales eran fusilados cuando eran capturados.

## Organización
A lo largo de la contienda el CTV sufrió diversas estructuraciones:
- Enero de 1937: Se organiza en Badajoz la denominada " Brigada Mixta Flechas Negras" formada por unos 5 000 combatientes, oficiales, técnicos y material eran italianos, mientras que suboficiales y tropa la formaban españoles.
- Febrero 1937: Se organiza en Sevilla la "Brigada Mixta Flechas azules" de características iguales a su precedente.[6]
- Febrero 1937: Se organiza la "División Mecanizada" que participa en la batalla de Málaga.

Con las últimas incorporaciones de tropas, el total de efectivos ronda los 44 000 soldados. Reciben el nombre final de CTV y se organizan en cuatro divisiones:
- Primera División CCNN de Infantería Camisa Negra "Dio lo Vuole" ("Dios lo quiere"), comandada por el Bgd. General Edmodno Rossi. Se componía de 3 grupos de Banderas, una Sección de "Carabinieri", de Intendencia, y otra de Saneamiento y, finalmente, una unidad de camiones.
- Segunda División CCNN de Infantería Camisa Negra "Fiamme Nere" ("Llamas negras"), comandada por el Bgd. General Guido Amerigo Coppi. Se componía de 3 grupos de Banderas, una Sección de "Carabinieri", de Intendencia, y otra de Saneamiento, una unidad de camiones, y un grupo artillería.
- Tercera División CCNN de Infantería Camisa Negra "Penne Nere" ("Plumas Negras"), comandanda por el Bgd. General Luigi Nuvoloni. Se componía de 3 grupos de Banderas, una Sección de "Carabinieri", de Intendencia, y otra de Saneamiento y, finalmente, una unidad de camiones.
- Cuarta División CCNN de Infantería "Littorio" (Lictor) - Una división de infantería totalmente motorizada y carros blindados del Ejército Real Italiano (Regio Esercito), comandada por el Bgd. General Annibale Bergonzoli (apodado Barba Eléttrica). Su composición varió a lo largo de la guerra, pero siendo muy similar a las anteriores. A su retorno a Italia, esta se convertiría en la 133.ª División Blindada "Littorio".

Además contaba con el apoyo aéreo de la Aviación Legionaria italiana que agrupaba las fuerzas aéreas italianas en España, a excepción de la isla de Mallorca.
Las divisiones Camisa Negra (Camicie Nere o CCNN) estaban formadas por soldados regulares y milicias voluntarias del Partido Fascista. Las divisiones CCNN fueron semi-motorizadas. Allí también tuvo el grupo independiente XXIII de Marzo de infantería CCNN.
La CTV italiana también tenía un batallón de carros ligeros Fiat-Ansaldo L-3/35 y una compañía de vehículos blindados (Ansaldo-Lancia IZ), artillería del cuerpo de diez regimientos (grupos) de artillería de campo y cuatro baterías de artillería antiaérea.
Las divisiones Camisa Negra (Camicie Nere o CCNN) participaron en la Batalla de Guadalajara (marzo de 1937), sufriendo una derrota frente a las tropas del Ejército Popular Republicano. La derrota de Guadalajara, con cerca de 500 prisioneros, arruino el prestigio italiano, que recibió tantas burlas de los republicanos, como de los franquistas.
El resultado del combate ayudó a elevar la moral en el Ejército Popular Republicano, era otra victoria para evitar la caída de Madrid.

### Noviembre de 1938

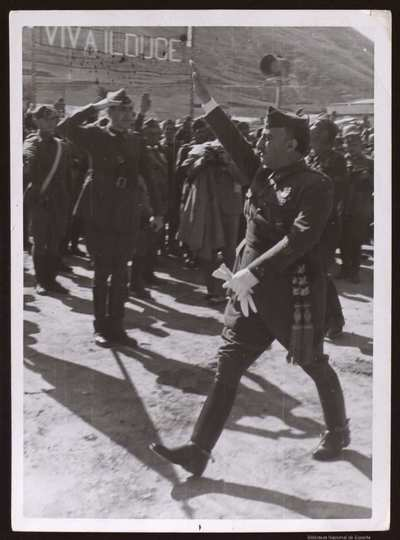
El general Franco pasa revista y saluda brazo en alto a soldados italianos en Logroño, el 2 de octubre de 1938.

En respuesta a la salida de las últimas Brigadas Internacionales, Mussolini decide repatriar unos 10 000 soldados. En España quedan unos 30 000 combatientes. Se formaron en unidades mixtas donde la oficialidad era mayoritariamente italiana mientras que oficiales y tropa sumaban un 80 % de españoles.
- División ''Flechas Negras'', que operó en la Campaña de Cataluña. Estaba al mando del coronel Valentino Babini. Se componía de dos regimientos, dos batallones de fusileros, un batallón de máquinas, una compañía de autos, un regimiento de artillería, un batallón de ingenieros, y una compañía de intendencia.
- División ''Flechas Azules''. Estaba al mando del coronel Francesco La Ferla. Se componía de dos regimientos, un batallón de tiradores, un batallón de máquinas, una compañía de radio, un regimiento de artillería, un batallón de ingenieros, y una compañía de intendencia.
- División de Flechas Verdes. que operó en la Campaña de Cataluña. Estaba al mando del coronel Emilio Battisti. Se componía de dos regimientos, dos batallones de fusileros, un batallón de máquinas, una compañía anti-carros, un regimiento de artillería, un batallón de ingenieros, una compañía de radio, y una compañía de intendencia.

## Comandantes
Los siguientes son los comandantes del Cuerpo de Tropas Voluntarias y las batallas significativas que se libraron con la participación de CTV mientras estaban al mando:
- General Mario Roatta - Comandante en Jefe de la CTV, de 1936 a 1937: batalla de Málaga (victoria sublevados) y batalla de Guadalajara (victoria republicana);
- General Ettore Bastico - Comandante en Jefe de la CTV, 1937: batalla de Santander (victoria sublevados);
- General Mario Berti, comandante en jefe de la CTV, de 1937 a 1938: ofensiva de Aragón (victoria sublevados);
- General Gastone Gambara - Comandante en Jefe de la CTV, de 1938 a 1939: ofensiva de Cataluña (victoria sublevados).

## Cronograma de las principales operaciones

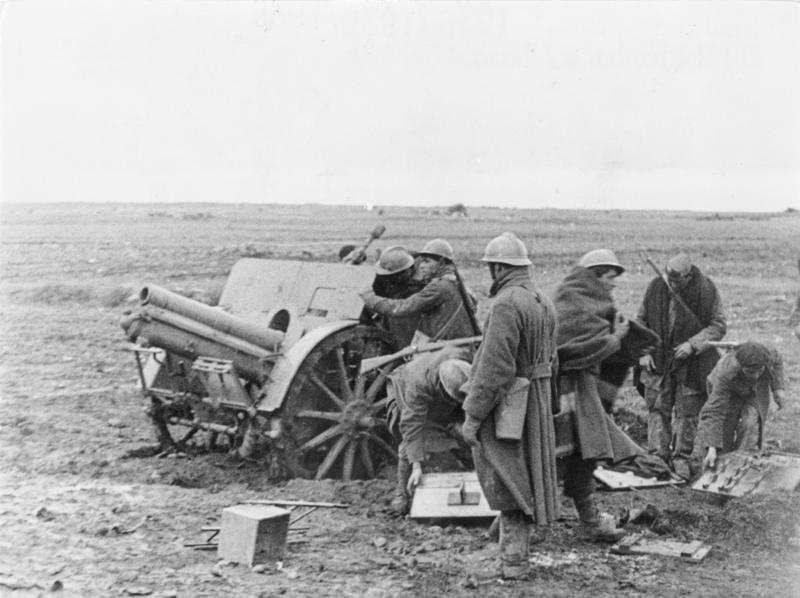
artillería italiana

### 1936
3 de septiembre: las fuerzas republicanas de Cataluña, bajo el mando del capitán Alberto Bayo, desembarcan en Mallorca. Sus formaciones fueron el objetivo de las fuerzas aéreas italianas que atacaron el 24 de octubre. En la misma fecha, los bombarderos y combatientes italianos lanzaron su primer ataque aéreo en Madrid. Esto tenía la intención de demostrar a las fuerzas republicanas el poder de los aliados de Franco. En los días siguientes, comenzaron una serie de bombardeos en la capital española.
12 de septiembre: Tanques ligeros italianos, con tripulación de aquel país, participan en la toma de San Sebastián
finales de octubre: Blindados italianos acompañan el avance de la columna de Juan Yagüe sobre Madrid.
Principios de noviembre: En el marco de la Batalla de Madrid los bombarderos de alemanes de la Legión Cóndor que atacan a la población civil de Madrid son escoltados por cazas italianos de la Regia Aeronautica; fueron atacados por aviones soviéticos Polikarpov I-15, apodados "Chatos" por los españoles, lo que resultó en graves pérdidas para los italianos.
12 de diciembre: después del fracaso de la ofensiva de Franco en Madrid, Mussolini decidió enviar fuerzas regulares del ejército a España. Mussolini tomó esta decisión después de consultar con el ministro de Asuntos Exteriores italiano Galeazzo Ciano y el general Mario Roatta. Ciano y Roatta eran dos de los hombres más influyentes en Italia en ese momento. Roatta se convirtió en el Comandante en Jefe de la "fuerza expedicionaria" italiana. El general Luigi Frusci se convirtió en su subcomandante.
23 de diciembre: la primera formación de 3000 soldados desembarcó en Cádiz. Fueron llamados la "Misión del Ejército italiano".

### 1937
Enero: Durante todo el mes siguen llegando efectivos hasta totalizar aproximadamente 44 000 soldados regulares del ejército italiano y miembros de los paramilitares fascistas (Camisas Negras). A finales de febrero, la "fuerza expedicionaria" pasó a llamarse "Cuerpo de Tropas Voluntarias" (Corpo Truppe Volontarie, o CTV). 
Del 3 de febrero al 8 de febrero: la 1.ª División CCNN "Dio lo Vuole", en apoyo de los sublevados, lanzó una ofensiva contra Málaga. El 8 de febrero, los italianos y los sublevados capturaron la ciudad. La batalla de Málaga fue una victoria decisiva para los sublevados. Unos 74 soldados italianos fueron muertos, 221 heridos y dos desaparecidos en la batalla.
Marzo: Tras el éxito de la toma de Málaga, donde habían destacado las unidades mecanizadas italianas frente al menos modernizado ejército español El Cuerpo de Tropas Voluntarias, que goza de gran autonomía frente al mando sublevado, decide realizar un gran ataque sobre Madrid a lo largo del corredor del río Henares. Será conocido como la "Batalla de Guadalajara", que terminó como una victoria decisiva para las fuerzas republicanas. En contraste, las fuerzas italianas sufrieron grandes pérdidas. Los blindados italianos, que consistía en su mayor parte en tanquetas L3 / 35, resultó no ser rival para los tanques T-26B proporcionados a los republicanos por la Unión Soviética. La ofensiva italiana fue rechazada por una fuerte contraofensiva republicana dirigida por la 11.ª División. De las cuatro divisiones italianas involucradas, solo la División Littorio no sufrió grandes pérdidas. Las tres divisiones de CCNN tuvieron pérdidas tan grandes que tuvieron que reorganizarse en dos divisiones y un grupo de armas especiales (blindados y artillería). La 3.ª División CCNN se disolvió y se fusionó con la 2.ª División CCNN en abril de 1937.
Primavera: Tras la derrota de Guadalajara, las tropas italianas sufrieron una importante reducción en su autonomía operativa, siendo objeto de una profunda reestructuración. Después de la desaparición de las divisiones de CCNN, los italianos comenzaron a servir en unidades mixtas de Flechas Italo-Españolas ("Flechas") donde los italianos proporcionaron los oficiales y el personal técnico, mientras que los españoles sirvieron en la base. Los primeros fueron la Brigada Mixta Flechas Azules ("Flechas Azules") y la Brigada Mixta Flechas Negras ("Flechas Negras"), que sirvieron respectivamente en Extremadura y Vizcaya de abril a agosto de 1937. También en Vizcaya estaban el XXIII Grupo de Marzo de la CTV. y 11 grupos de artillería.
Agosto: El CTV, ahora coordinado con el resto del ejército participa en la campaña contra Santander, donde tropas de la unidad mecanizada "Littorio" entran en la capital el día 26. Es la última operación donde la participación italiana se destaca individualmente. En el futuro, combatirán integradas en el mucho más numeroso ejército sublevado.

### 1938
Las tropas italianas participan en todas las operaciones importantes si bien su aportación es minoritaria frente a los grandes recursos involucrados por ambos bandos. Pese a los intentos de Mussolini, tampoco consiguen autonomía de actuación.
Marzo: Las reorganizada fuerzas italianas participan en la ofensiva sobre Aragón.
Mayo: Tras el éxito de la campaña de Aragón, los sublevados se lanzan sobre la Región de Valencia con el doble propósito de llegar al Mediterráneo, cortando en dos el territorio controlado por la República y posteriormente conquistar Valencia.
Agosto: Tropas italianas participan en la contraofensiva franquista de la batalla del Ebro que termina con la retirada republicana. 
Diciembre: El reducido CTV combate en la campaña de Cataluña. Franco detiene el avance de las unidades "celere"  del CTV hacia la frontera francesa para evitar complicaciones diplomáticas.

### 1939
Marzo: Tras la toma de Cataluña, el CTV se concentra en el frente de Toledo. Desde allí participa en la ofensiva final (un paseo militar) entrando en Aranjuez, Ocaña, Albacete y Alicante.
Mayo - junio Tras la victoria de Franco y los sublevados sobre los republicanos, el CTV participa en el desfile de la Victoria del 19 de mayo en Madrid. Posteriormente, es acantonado en Cádiz, desde donde son repatriados el 1 de junio de 1939.

## Consecuencias
El 1 de abril de 1939, la victoria de los sublevados significaba que los italianos ahora tenían un régimen amistoso en el Mediterráneo occidental. No obstante, fue obtenido a un alto precio, tanto en hombres como en recursos. De los aproximadamente 78.500 hombres enviados a España, entre 2.989-3.819 perecieron durante la contienda, mientras que 12.000 (10.629) resultaron heridos. Estas bajas se dieron principalmente durante las ofensivas catalanas y aragonesas. Alrededor del 44% de las muertes y el 43% de los heridos italianos ocurieron durante estas dos ofensivas. El resto de las bajas tuvieron lugar durante las ofensivas de Guadalajara, Santander y Levante. [3] Una vez acabado el conflicto, el ejército italiano abandonó aproximadamente 3.400 ametralladoras, 1.400 morteros, 1.800 piezas de artillería, 6.800 vehículos, 160 tanques y 760 aviones en suelo español. Si bien el equipo militar abandonado representaba una pérdida para el inventario de guerra Italiano, la mayoría de éste estaba obsoleto. Sin embargo, el coste financiero de la guerra fue importante. El coste económico del CTV supuso para Italia entre 6 y 8,5 mil millones de liras[cita requerida]. Es decir, entre el 14 al 20 por ciento del gasto anual italiano, representando un inmenso drenaje de recursos. En definitiva, el alto coste de la aventura española de Mussolini perjudicó severamente a Italia en el período previo a la Segunda Guerra Mundial.